# Horisme grisearia
Horisme grisearia är en fjärilsart som beskrevs av Holloway 1979. Horisme grisearia ingår i släktet Horisme och familjen mätare. Inga underarter finns listade i Catalogue of Life.